# Дитиосульфатоаурат(I) натрия
Дитиосульфатоаурат(I) натрия — неорганическое соединение, соль металлов натрия и золота и тиосерной кислоты, формулой Na3Au(S2O3)2. При нормальных условиях представляет собой красно-коричневое твёрдое вещество. Известен гидрат состава Na3Au(S2O3)2 · 2H2O.

## Получение
- Взаимодействие димера хлорида золота(III) c солями Ме[AuCl2] и Ме[AuCl4], где Ме = щелочной металл, c тиосульфатом натрия:

{\displaystyle {\mathsf {Au_{2}Cl_{6}+8Na_{2}S_{2}O_{3}\ {\xrightarrow {}}\ 2Na_{3}Au(S_{2}O_{3})_{2}+2Na_{2}S_{4}O_{6}+6NaCl}}}
{\displaystyle {\mathsf {Me[AuCl_{4}]+4Na_{2}S_{2}O_{3}\ {\xrightarrow {}}\ Na_{3}Au(S_{2}O_{3})_{2}+Na_{2}S_{4}O_{6}+3NaCl+MeCl}}}
{\displaystyle {\mathsf {Cs[AuCl_{4}]+4Na_{2}S_{2}O_{3}\ {\xrightarrow {}}\ Na_{3}Au(S_{2}O_{3})_{2}+Na_{2}S_{4}O_{6}+3NaCl+CsCl}}}
{\displaystyle {\mathsf {Me[AuCl_{2}]+2Na_{2}S_{2}O_{3}\ {\xrightarrow {}}\ Na_{3}Au(S_{2}O_{3})_{2}+2MeCl}}}
{\displaystyle {\mathsf {Na[AuCl_{2}]+2Na_{2}S_{2}O_{3}\ {\xrightarrow {}}\ Na_{3}Au(S_{2}O_{3})_{2}+2NaCl}}}

## Физические свойства
Дитиосульфатоаурат(I) натрия образует красно-коричневое твёрдое вещество. При нагревании сначала дегидратируется (теряет воду), а потом разлагается.

## Химические свойства
- Реакция дегидратации:

{\displaystyle {\mathsf {Na_{3}Au(S_{2}O_{3})_{2}\cdot 2H_{2}O\ {\xrightarrow {150^{o}C}}\ Na_{3}Au(S_{2}O_{3})_{2}+2H_{2}O}}}
- При сильном нагревании на воздухе полностью разлагается:

{\displaystyle {\mathsf {2Na_{3}Au(S_{2}O_{3})_{2}+5O_{2}\ {\xrightarrow {t}}\ 2Au+3Na_{2}SO_{4}+5SO_{2}\uparrow }}}
- Взаимодействует с дигидратом хлорида бария в присутствии спирта или ацетона:

{\displaystyle {\mathsf {2Na_{3}Au(S_{2}O_{3})_{2}+3BaCl_{2}\cdot 2H_{2}O\ {\xrightarrow {C_{2}H_{5}OH}}\ Ba_{3}[Au(S_{2}O_{3})_{2}]_{2}\cdot 6H_{2}O+6NaCl}}}
- Галогеноводороды, серная и щавелевая кислоты также реагируют с дитиосульфатоауратом(I) натрия. В ходе реакции образуется сульфид золота(III) Au2S3. Известна калийная соль состава K3Au(S2O3)2